# Geoff Pullar
Geoffrey Pullar (* 1. August 1935 in Swinton, Vereinigtes Königreich; † 25. Dezember 2014, Vereinigtes Königreich) war ein englischer Cricketspieler, der zwischen 1959 und 1963 für die englische Nationalmannschaft spielte.

## Kindheit und Ausbildung
Seine Eltern betrieben erst einen Pub in Oldham und dann einen Supermarkt in Hale. Er besuchte die East Oldham High School und spielte in der Jugend Tischtennis für England. Schon im jungen Alter spielte er dann für den Werneth Cricket Club.

## Aktive Karriere
Pullar gab sein First-Class-Debüt im Jahr 1954 und spielte in der Folge für Lancashire. Dort spielte er zunächst als Top-Order-Batter. Jedoch brauchte das englische Nationalteam zu der Zeit einen Eröffnungs-Batter. Sein Kapitän in Lancashire, Cyril Washbrook, schlug ihn für diese Position vor und so wurde er als solcher für die Tour gegen Indien im Juli 1959 berufen. Dort erzielte er bei seinem Test-Debüt ein Fifty über 75 Runs. Bei seinem zweiten Spiel in der Serie konnte er ein Century über 131 Runs erreichen. Für die Leistungen und seine herausragende Saison in der County Championship 1959 wurde er als einer der Wisden Cricketers of the Year ausgezeichnet. Im folgenden Januar gelangen ihm drei Fifties (65, 66 und 54 Runs) bei der Tour in den West Indies. In der Saison 1960 brach er sich im ersten Test der Tour gegen Südafrika das Armegelenk und musste für die nächsten zwei Spiele aussetzen. So dauerte es bis zum fünften und letzten Test, bis er herausragen konnte. Im ersten Innings gelang ihm dort ein Fifty (59 Runs), woraufhin im  zweiten ein Century über 175 Runs folgten. Bei den Ashes im Jahr darauf gegen Australien konnte er zwei Fifties (53 und 63 Runs) beisteuern. Daraufhin folgte in der Saison 1961/62 eine Reise nach Südasien. In Indien begann er mit einem Fifty über 83 Runs, bevor ihm im zweiten Test ein Century über 119 Runs gelang. In den folgenden Tests gegen Pakistan konnte er dann ein Century über 165 Runs und ein Fifty über 60 Runs erzielen. Nach einer schwächeren Tour beim Gegenbesuch von Pakistan, reiste er für seine letzte Tour mit der Nationalmannschaft in der Saison 1962/63 nach Australien. Dort gelangen ihm erneut zwei Fifties (56 und 53 Runs). Im vierten Test der Tour erlitt er Knieprobleme und musste daraufhin operiert werden. In der Folge konnte er dann nicht mehr an seine Leistungen anschließen. Er wurde 1966 noch einmal vom Verband gefragt ob er für die Nationalmannschaft spielen wolle, doch lehnte er ab, da er nicht glaubte seine volle Leistung bringen zu können. Er spielte bis 1968 für Lancashire und wechselte dann für eine Saison nach Gloucestershire. Daraufhin endete seine durch viele Verletzungen geprägte Karriere nachdem er sich erneut am Knie verletzt hatte.

## Nach der aktiven Karriere
Nachdem er vom Cricket zurückgetreten war betrieb er einen Fish-und-Chips-Shop in Lowton und Chorlton-cum-Hardy, bevor er einen Sandwich-Shop in Knutsford eröffnete. Auch arbeitete er als Fahrer bei einem privaten Taxiunternehmen. Abseits davon spielte er Golf und lief. Im Dezember 2014 verstarb er dann im Alter von 79 Jahren.